# Ткаченко, Евгений Васильевич
Евгений Васильевич Ткаченко (9 января 1938 — 12 июля 2020) — советский парашютист, летчик.
Заслуженный мастер спорта СССР, заслуженный тренер Украины по парашютному спорту (Свердловск, ДОСААФ — Москва, ДОСААФ). Летчик 1-го класса.

Парашютный спорт

Парашютный спорт

Парашютный спорт

## Биография
Окончил Уральский политехнический институт.
Первый прыжок с парашютом совершил 18 января 1955 года с самолета ПО-2 в Свердловском аэроклубе ДОСААФ под руководством мастера спорта СССР Ивана Филипповича Сикорского, открывшего в нем талант воздушного акробата.
В 1962 году на VI чемпионате мира в США завоевал золотую медаль в акробатических прыжках с высоты 2000 метров (тренер — ЗМС К. Лушников).
Через два года в ФРГ на VII чемпионате мира подтвердил звание сильнейшего акробата мира.
Еще через два года в Лейпциге (ГДР) на VIII чемпионате вновь становится чемпионом мира.
В 1967 году снова первый по акробатике и абсолютный чемпион по многоборью на третьей Спартакиаде народов СССР.
В 1968 году на IX чемпионате мира в Австрии выиграл первенство в многоборье у 129 сильнейших парашютистов мира. В групповых прыжках на точность установил третий мировой рекорд.
Являлся старшим тренером сборной команды СССР по парашютному спорту в 1969—1972 гг. Участвовал в издании учебника «Теория и практика подготовки парашютиста» (1969 г.).
Окончил ЦОЛТШ — инструктор летчик парашютист; ГЦОЛИФК, тренер преподаватель.
После ухода из большого спорта посвятил себя инструкторской работе в Центральном аэроклубе СССР им. Чкалова. Вел репортажи с авиационных праздников в Тушино. В дальнейшем создал фирму по проведению аэрошоу по миру (Франция, Чехословакия, Болгария, Германия, Югославия, США).

## Семья
Женат, двое детей. Супруга, Ткаченко (Мухина) Ирина Борисовна, — спортсменка—парашютистка, имеет более 40 мировых рекордов по парашютному спорту, мастер спорта международного класса, чемпионка и призер чемпионатов соц. стран, чемпионатов ДОСААФ и СССР, абсолютная чемпионка СССР.

Парашютный спорт

Парашютный спорт

Парашютный спорт

## Достижения и спортивные звания
- Абсолютный чемпион Мира 1968 года в Австрии.
- Чемпион Мира 1962 года в США в акробатике.
- Чемпион Мира 1964 года в ФРГ в акробатике.
- Чемпион Мира 1966 года в ГДР.
- Чемпион СССР 1961, 1963, 1965, 1967 г.г.
- Абсолютный чемпион Спартакиады народов СССР в многоборье 1967 г.
- Неоднократный рекордсмен Мира (более 35 мир.рекордов) и СССР по парашютному спорту.

## Награды и звания
- орден «Знак Почёта» (30.05.1969)
- медаль «За трудовую доблесть»
- медаль «За трудовое отличие»
- медаль «Ветеран труда»
- медаль ДОСААФ А.И.Покрышкин